# بن برلی
بن برلی (انگلیسی: Ben Burley; ۲ نوامبر ۱۹۰۷ – ۲۵ ژانویهٔ ۲۰۰۳) بازیکن فوتبال اهل بریتانیا بود.
از باشگاه‌هایی که در آن بازی کرده‌است می‌توان به باشگاه فوتبال دارلینگتون، باشگاه فوتبال ساوت‌همپتون، باشگاه فوتبال شفیلد یونایتد، باشگاه فوتبال نوریچ سیتی، باشگاه فوتبال چلمزفورد سیتی، و باشگاه فوتبال گریمزبی تاون اشاره کرد.